# Sangiin-Wahl 2004

Sitzverteilung nach der Wahl

Die Sangiin-Wahl 2004, formell die „20. ordentliche Wahl von Sangiinabgeordneten“ (jap. 第20回参議院議員通常選挙, dai-nijū-kai Sangiin giin tsūjō senkyo), zum japanischen Rätehaus (Sangiin), dem Oberhaus (jōin) des nationalen Parlaments (Kokkai) fand am 11. Juli 2004 statt. Eines der Themen im Wahlkampf war ein Skandal um Politiker beider großer Parteien, die es jahrelang versäumt hatten, Beiträge zur staatlichen Rentenversicherung zu zahlen, und die damit verbundenen Rücktritte kurz vor der Wahl: der von Kabinettssekretär Yasuo Fukuda (als einziges der betroffenen Kabinettsmitglieder) und der des DPJ-Vorsitzenden Naoto Kan. Neben dem Rentensystem standen der Reformkurs von Premierminister Jun’ichirō Koizumi und Japans Beteiligung am Irakeinsatz zur Debatte.

## Ergebnis
Die Wahlbeteiligung betrug 56,57 % bei der Direktwahl und 56,54 % bei der Verhältniswahl.
| Partei | Partei                       | Nicht zur Wahl | Wahlkreise | Wahlkreise | Wahlkreise | Verhältniswahl | Verhältniswahl | Verhältniswahl | 2004 gewählt | Zusammensetzung nach der Wahl |
| Partei | Partei                       | Nicht zur Wahl | Stimmen    | Anteil     | Sitze      | Stimmen        | Anteil         | Sitze          | 2004 gewählt | Zusammensetzung nach der Wahl |
| ------ | ---------------------------- | -------------- | ---------- | ---------- | ---------- | -------------- | -------------- | -------------- | ------------ | ----------------------------- |
|        | Liberaldemokratische Partei  | 66             | 19.687.954 | 35,09 %    | 34         | 16.797.686     | 30,03 %        | 15             | 49           | 115                           |
|        | Kōmeitō                      | 13             | 2.161.764  | 3,85 %     | 3          | 8.621.265      | 15,41 %        | 8              | 11           | 24                            |
|        | Demokratische Partei         | 32             | 21.931.985 | 39,09 %    | 31         | 21.137.457     | 37,79 %        | 19             | 50           | 82                            |
|        | Kommunistische Partei Japans | 5              | 5.520.141  | 9,84 %     | 0          | 4.362.573      | 7,80 %         | 4              | 4            | 9                             |
|        | Sozialdemokratische Partei   | 3              | 984.340    | 1,75 %     | 0          | 2.990.665      | 5,35 %         | 2              | 2            | 5                             |
|        | Sonstige                     | 0              | 126.162    | 0,22 %     | 0          | 2.022.135      | 3,62 %         | 0              | 0            | 0                             |
|        | Unabhängige                  | 2              | 5.696.505  | 10,15 %    | 5          | -              | -              | -              | 5            | 7                             |
| Summe  | Summe                        | 121            | 56.108.851 | 100 %      | 73         | 55.931.785     | 100 %          | 48             | 121          | 242                           |

### Wahlkreise
Die Einmandatswahlkreise konnte die Regierung nur knapp mit 14 zu 13 für sich entscheiden. In den Mehrmandatswahlkreisen erhielten Regierung und Opposition jeweils 23 Sitze.
| Parteizugehörigkeit der Wahlsieger (Stand: Wahltag): Liberaldemokratische Partei Kōmeitō Demokratische Partei Unabhängige Kandidaten bei Mehrmandatswahlkreisen von links nach rechts absteigend nach Stimmenanteil | Parteizugehörigkeit der Wahlsieger (Stand: Wahltag): Liberaldemokratische Partei Kōmeitō Demokratische Partei Unabhängige Kandidaten bei Mehrmandatswahlkreisen von links nach rechts absteigend nach Stimmenanteil | Parteizugehörigkeit der Wahlsieger (Stand: Wahltag): Liberaldemokratische Partei Kōmeitō Demokratische Partei Unabhängige Kandidaten bei Mehrmandatswahlkreisen von links nach rechts absteigend nach Stimmenanteil | Parteizugehörigkeit der Wahlsieger (Stand: Wahltag): Liberaldemokratische Partei Kōmeitō Demokratische Partei Unabhängige Kandidaten bei Mehrmandatswahlkreisen von links nach rechts absteigend nach Stimmenanteil | Parteizugehörigkeit der Wahlsieger (Stand: Wahltag): Liberaldemokratische Partei Kōmeitō Demokratische Partei Unabhängige Kandidaten bei Mehrmandatswahlkreisen von links nach rechts absteigend nach Stimmenanteil | Parteizugehörigkeit der Wahlsieger (Stand: Wahltag): Liberaldemokratische Partei Kōmeitō Demokratische Partei Unabhängige Kandidaten bei Mehrmandatswahlkreisen von links nach rechts absteigend nach Stimmenanteil | Parteizugehörigkeit der Wahlsieger (Stand: Wahltag): Liberaldemokratische Partei Kōmeitō Demokratische Partei Unabhängige Kandidaten bei Mehrmandatswahlkreisen von links nach rechts absteigend nach Stimmenanteil | Parteizugehörigkeit der Wahlsieger (Stand: Wahltag): Liberaldemokratische Partei Kōmeitō Demokratische Partei Unabhängige Kandidaten bei Mehrmandatswahlkreisen von links nach rechts absteigend nach Stimmenanteil |            |           | Hokkaidō   |
| Parteizugehörigkeit der Wahlsieger (Stand: Wahltag): Liberaldemokratische Partei Kōmeitō Demokratische Partei Unabhängige Kandidaten bei Mehrmandatswahlkreisen von links nach rechts absteigend nach Stimmenanteil | Parteizugehörigkeit der Wahlsieger (Stand: Wahltag): Liberaldemokratische Partei Kōmeitō Demokratische Partei Unabhängige Kandidaten bei Mehrmandatswahlkreisen von links nach rechts absteigend nach Stimmenanteil | Parteizugehörigkeit der Wahlsieger (Stand: Wahltag): Liberaldemokratische Partei Kōmeitō Demokratische Partei Unabhängige Kandidaten bei Mehrmandatswahlkreisen von links nach rechts absteigend nach Stimmenanteil | Parteizugehörigkeit der Wahlsieger (Stand: Wahltag): Liberaldemokratische Partei Kōmeitō Demokratische Partei Unabhängige Kandidaten bei Mehrmandatswahlkreisen von links nach rechts absteigend nach Stimmenanteil | Parteizugehörigkeit der Wahlsieger (Stand: Wahltag): Liberaldemokratische Partei Kōmeitō Demokratische Partei Unabhängige Kandidaten bei Mehrmandatswahlkreisen von links nach rechts absteigend nach Stimmenanteil | Parteizugehörigkeit der Wahlsieger (Stand: Wahltag): Liberaldemokratische Partei Kōmeitō Demokratische Partei Unabhängige Kandidaten bei Mehrmandatswahlkreisen von links nach rechts absteigend nach Stimmenanteil | Parteizugehörigkeit der Wahlsieger (Stand: Wahltag): Liberaldemokratische Partei Kōmeitō Demokratische Partei Unabhängige Kandidaten bei Mehrmandatswahlkreisen von links nach rechts absteigend nach Stimmenanteil | Parteizugehörigkeit der Wahlsieger (Stand: Wahltag): Liberaldemokratische Partei Kōmeitō Demokratische Partei Unabhängige Kandidaten bei Mehrmandatswahlkreisen von links nach rechts absteigend nach Stimmenanteil | Aomori     |           |            |
| Parteizugehörigkeit der Wahlsieger (Stand: Wahltag): Liberaldemokratische Partei Kōmeitō Demokratische Partei Unabhängige Kandidaten bei Mehrmandatswahlkreisen von links nach rechts absteigend nach Stimmenanteil | Parteizugehörigkeit der Wahlsieger (Stand: Wahltag): Liberaldemokratische Partei Kōmeitō Demokratische Partei Unabhängige Kandidaten bei Mehrmandatswahlkreisen von links nach rechts absteigend nach Stimmenanteil | Parteizugehörigkeit der Wahlsieger (Stand: Wahltag): Liberaldemokratische Partei Kōmeitō Demokratische Partei Unabhängige Kandidaten bei Mehrmandatswahlkreisen von links nach rechts absteigend nach Stimmenanteil | Parteizugehörigkeit der Wahlsieger (Stand: Wahltag): Liberaldemokratische Partei Kōmeitō Demokratische Partei Unabhängige Kandidaten bei Mehrmandatswahlkreisen von links nach rechts absteigend nach Stimmenanteil | Parteizugehörigkeit der Wahlsieger (Stand: Wahltag): Liberaldemokratische Partei Kōmeitō Demokratische Partei Unabhängige Kandidaten bei Mehrmandatswahlkreisen von links nach rechts absteigend nach Stimmenanteil | Parteizugehörigkeit der Wahlsieger (Stand: Wahltag): Liberaldemokratische Partei Kōmeitō Demokratische Partei Unabhängige Kandidaten bei Mehrmandatswahlkreisen von links nach rechts absteigend nach Stimmenanteil | Parteizugehörigkeit der Wahlsieger (Stand: Wahltag): Liberaldemokratische Partei Kōmeitō Demokratische Partei Unabhängige Kandidaten bei Mehrmandatswahlkreisen von links nach rechts absteigend nach Stimmenanteil | Parteizugehörigkeit der Wahlsieger (Stand: Wahltag): Liberaldemokratische Partei Kōmeitō Demokratische Partei Unabhängige Kandidaten bei Mehrmandatswahlkreisen von links nach rechts absteigend nach Stimmenanteil | Akita      | Iwate     |            |
| Parteizugehörigkeit der Wahlsieger (Stand: Wahltag): Liberaldemokratische Partei Kōmeitō Demokratische Partei Unabhängige Kandidaten bei Mehrmandatswahlkreisen von links nach rechts absteigend nach Stimmenanteil | Parteizugehörigkeit der Wahlsieger (Stand: Wahltag): Liberaldemokratische Partei Kōmeitō Demokratische Partei Unabhängige Kandidaten bei Mehrmandatswahlkreisen von links nach rechts absteigend nach Stimmenanteil | Parteizugehörigkeit der Wahlsieger (Stand: Wahltag): Liberaldemokratische Partei Kōmeitō Demokratische Partei Unabhängige Kandidaten bei Mehrmandatswahlkreisen von links nach rechts absteigend nach Stimmenanteil | Parteizugehörigkeit der Wahlsieger (Stand: Wahltag): Liberaldemokratische Partei Kōmeitō Demokratische Partei Unabhängige Kandidaten bei Mehrmandatswahlkreisen von links nach rechts absteigend nach Stimmenanteil | Parteizugehörigkeit der Wahlsieger (Stand: Wahltag): Liberaldemokratische Partei Kōmeitō Demokratische Partei Unabhängige Kandidaten bei Mehrmandatswahlkreisen von links nach rechts absteigend nach Stimmenanteil | Parteizugehörigkeit der Wahlsieger (Stand: Wahltag): Liberaldemokratische Partei Kōmeitō Demokratische Partei Unabhängige Kandidaten bei Mehrmandatswahlkreisen von links nach rechts absteigend nach Stimmenanteil | Parteizugehörigkeit der Wahlsieger (Stand: Wahltag): Liberaldemokratische Partei Kōmeitō Demokratische Partei Unabhängige Kandidaten bei Mehrmandatswahlkreisen von links nach rechts absteigend nach Stimmenanteil | Parteizugehörigkeit der Wahlsieger (Stand: Wahltag): Liberaldemokratische Partei Kōmeitō Demokratische Partei Unabhängige Kandidaten bei Mehrmandatswahlkreisen von links nach rechts absteigend nach Stimmenanteil | Niigata    | Yamagata  | Miyagi     |
| | | | | | | | Ishikawa | Toyama     | Tochigi   | Fukushima  |
| | | | | | | Fukui | Nagano | Gunma      | Saitama   | Ibaraki    |
| | | Shimane | Tottori | Hyōgo | Kyōto | Shiga | Gifu | Yamanashi  | Tokio     | Chiba      |
| | | Yamaguchi | Hiroshima | Okayama | Osaka | Nara | Aichi | Shizuoka   | Kanagawa  |            |
| Saga | Fukuoka | | | | | Wakayama | Mie |            |           |            |
| Nagasaki | Kumamoto | Ōita | | Ehime | Kagawa | | |            |           |            |
| | Kagoshima | Miyazaki | | Kōchi | Tokushima | | |            |           |            |
| Okinawa | | | | | | | |            |           |            |

### Verhältniswahl
Die Verhältniswahl entschied die Wahl zugunsten der Opposition, die zusammen 25 Sitze gewann, die Regierungskoalition dagegen nur 23.
Die meisten Präferenzstimmen auf der Liste der Liberaldemokratischen Partei, nämlich 722.505, erhielt Heizō Takenaka, Minister für den Finanzsektor und Fiskal- und Wirtschaftspolitik gefolgt von dem erstmals kandidierenden Tsukasa Akimoto mit 305.613 Stimmen. Die meisten Stimmen auf der Liste der Kōmeitō und auch unter allen Listenkandidaten (1.822.283) erhielt die stellvertretende Parteivorsitzende Toshiko Hamayotsu.
Die Listenkandidaten der Demokratischen Partei führte mit 301.322 Stimmen Masao Kobayashi an, bisher Vizepräsident der Gewerkschaft der Stromerzeuger (Denryoku Sōren), zweiter wurde mit 247.917 Stimmen Toshiyuki Katō, ein ehemaliges Führungsmitglied des Gewerkschaftsbundes Rengō. Mizuho Fukushima, seit einem Jahr Parteivorsitzende der Sozialdemokratischen Partei, erhielt 640.832 Präferenzstimmen und gewann damit den ersten der zwei Sitze ihrer Partei. Die meisten Stimmen unter den Kandidaten der Kommunistischen Partei Japans erhielt mit 199.930 Generalsekretär Tadayoshi Ichida.

## Auswirkungen
Erstmals erhielt die Demokratische Partei mehr Sitze als die regierende Liberaldemokratische Partei. Wegen der nicht zur Wahl stehenden Hälfte der Abgeordneten und durch die Koalition mit Kōmeitō konnte die Regierung aber die Mehrheit im Sangiin behaupten. Premierminister Koizumi wies vereinzelte Rücktrittsforderungen zurück.